# Swiss Indoors 1989
Lo Swiss Indoors 1989, noto anche come Davidoff Swiss Indoors per motivi di sponsorizzazione, è stato un torneo di tennis giocato sul cemento. È stata la 20ª edizione del torneo e faceva parte del Nabisco Grand Prix 1989. Si è giocato a Basilea in Svizzera dal 3 all'8 ottobre 1989.

## Campioni

### Singolare maschile
Jim Courier ha battuto in finale  Stefan Edberg con il punteggio di 7–6, 3–6, 2–6, 6–0, 7–5

### Doppio maschile
Udo Riglewski /  Michael Stich hanno battuto in finale  Omar Camporese /  Claudio Mezzadri con il punteggio di 6–3, 4–6, 6–0